# دانشگاه علوم پزشکی گلستان
دانشگاه علوم پزشکی گلستان دانشگاهی در شهر گرگان است. این دانشگاه در سال ۱۳۷۱ با یک دانشکده شروع به کار نمود و با مستقل شدن استان گلستان در سال ۱۳۷۶ از دانشگاه مازندران جدا شد. این دانشگاه مسئولیت اصلی ارائه خدمات بهداشتی و درمانی به مردم در استان گلستان را به عهده دارد. این دانشگاه همچنین با داشتن ۳۲۳ عضو هیئت علمی،‌ مسئول ارائه خدمات آموزشی به دانشجویان در رشته‌های مختلف علوم پزشکی در مقاطع مختلف تحصیلی می‌باشد.‌‌

## دانشکده‌ها
- دانشکده پزشکی

دانشکده پزشکی گلستان در سال ۱۳۷۱ تأسیس شد. هم‌اکنون در رشته‌های کارشناسی‌ارشد (میکروب‌شناسی، علوم تشریحی، بیوشیمی بالینی، ویروس‌شناسی، ایمنی‌شناسی) و رشته‌های دستیاری تخصصی بالینی (اطفال، زنان، داخلی، بیهوشی و مراقبت‌های ویژه، رادیولوژی، ارتوپدی، روانپزشکی، جراحی عمومی) و دکتری تخصصی (طب سنتی، بیوشیمی بالینی، ویروس‌شناسی) با بیش از۳۵۰۰ دانشجو فعالیت آموزشی دارد.
- دانشکده پیراپزشکی
- دانشکده پردیس بین‌الملل
- دانشكده فناوری‌های نوین علوم پزشكی
- دانشکده بهداشت
- International Branch
- دانشکده دندانپزشکی
- دانشکده پرستاری و مامایی بویه
- دانشکده پرستاری گنبد کاووس

## بیمارستان‌ها و مراکز درمانی آموزشی
- بیمارستان پنجم آذر ـ گرگان
- بیمارستان طالقانی ـ گرگان
- بیمارستان صیاد شیرازی ـ گرگان
- کلينيک تخصصی و فوق تخصصی دزيانی ـ گرگان
- سلامتکده طب ایرانی و مکمل ـ گرگان
- بیمارستان پیامبر اعظم ـ گنبد کاووس
- بیمارستانی طالقانی ـ گنبد کاووس
- بیمارستان مطهری ـ گنبد کاووس
- بیمارستان شهدا ـ گنبد کاووس
- بيمارستان شهدا ـ بندرگز
- بيمارستان امام خمینی ـ بندر ترکمن
- بیمارستان امیر المومنین ـ کردکوی
- بيمارستان امام رضا خان‌ببین ـ رامیان
- بيمارستان علوی مراوه‌تپه ـ مراوه
- بیمارستان آل‌جلیل ـ آق‌قلا
- بیمارستان بقیه‌الله الاعظم ـ علی‌آباد کتول
- بیمارستان حضرت معصومه ـ آزادشهر
- بیمارستان فاطمه زهرا ـ مینودشت
- بیمارستان رسول اکرم ـ کلاله[۴]